# Касим-хан (Касимовское ханство)
Каси́м (тат. Qasıym, Касыйм, قاسم‎) — царевич, первый правитель Касимовского ханства в 1452—1469 годах, сын казанского Улу-Мухаммед хана. До пожалования Городца Мещерского (нынешний Касимов) владел Звенигородом (1446—1452).
Участник битвы при Белёве (1437) и под Суздалем (1445). После победы казанцев в битве под Суздалем, вместе с братом Якубом выехал в Великое княжество Русское (Московское) для наблюдения за соблюдением договора. Остался на русской службе. В 1446 году получил в удел Звенигород, а в 1452 году — Городец Мещерский, ставший столицей удельного татарского ханства.
Присоединившись к великому князю Василию Тёмному, они верно служили ему: в 1449 году ходили с ним на Дмитрия Шемяку; в том же году разбили около реки Пахры грабивших русские области татар Сеид-Ахмеда и отняли у них всю их добычу. В 1450 году участвовали в битве под Галичем и разбили у реки Битюг шедшего на Русь Меулим-бирды-оглана (Малбердея).
В 1467 году казанские князья тайно приглашали к себе, на место Ибрагим хана, Касима. На что тот со своими и московскими войсками подошёл к Волге, но ничего не мог сделать, так как Ибрагим заранее приготовился к его встрече. Вскоре после этого похода Касим скончался.
Был женат (после 1465) на вдове своего брата хана Махмуда, которая после смерти Касима вернулась в Казань к своему сыну хану Ибрагиму.
Историк Пётр Николаевич Петров в своей книге "История родов российского дворянства" (т. 2) писал, что мурза Минчак являлся сыном касимовского царевича Косая-Касима и, следовательно, потомком золотоордынских ханов. Потомками мурзы Минчака являются генералы Денис Васильевич Давыдов и Алексей Петрович Ермолов.